# جزایر اورکنی جنوبی
جزایر اورکنی جنوبی (انگلیسی: South Orkney Islands) مجوعه جزیره‌ای در اقیانوس جنوبگان است که در فاصله ۶۰۴ کیلومتری شمال‌شرقی زبانه شبه‌جزیره جنوبگان و ۸۴۴ کیلومتری جنوب‌غربی جزیره جورجیای جنوبی قرار دارد. مجموع مساحت این جزایر ۶۲۰ کیلومتر مربع است. این جزایر مورد ادعای دو کشور بریتانیا (از سال ۱۹۶۲ به عنوان بخشی از قلمرو جنوبگان بریتانیا و پیش از آن به عنوان بخشی از قلمروهای وابسته جزایر فالکلند) و آرژانتین (به عنوان بخشی از جنوبگان آرژانتین) است. بر پایه سیستم پیمان جنوبگان در سال ۱۹۵۹، این ادعاهای ارضی مورد پذیرش قرار نمی‌گیرد.
هر دو کشور بریتانیا و آرژانتین اقدام به ساخت پایگاه در این جزایر کرده‌اند.